# Bogusławce
Bogusławce, Bogusławice (biał. Багуслаўцы) – były majątek (folwark) w okolicy Prużany, obecnie nieistniejący.
Majątek sąsiadował z Rosochami, Zalesiem II, Bortnowiczami i Dołhem.
W czasach II Rzeczypospolitej miejscowość należała początkowo do gminy Noski, a od 1926 roku do gminy Rudniki w województwie poleskim. W ostatnich latach przed II wojną światową w majątku gospodarował Stanisław Czarnocki, weteran wojny z bolszewikami. W majątku działały młyn i serowarnia.
Po agresji sowieckiej w majątku powstał komitet robotniczo-chłopski. Właściciel majątku został aresztowany  wraz z ojcem, Józefem, ślad po nich zaginął. Żona Józefa, Raisa, została skazana na zesłanie na Sybir, zmarła w trakcie wywózki. W 1940 roku zabudowania gospodarcze zostały przekazane na potrzeby Zachodniego Specjalnego Okręgu Wojskowego.
W 2012 roku w parku dworskim ścięto okazałą gruszę.
W pobliżu miejscowości znaleziono fragment kamiennego posągu Trygława, przewieziony następnie do Państwowego Muzeum Archeologicznego w Warszawie.